# Артаксеркс III
Артаксе́ркс III Ох (? - 338 р до н.е.) — цар Персії і давньоєгипетський фараон з династії Ахеменідів, який правив з 359 до 338 року до н.е. Був сином Артаксеркса II Мнемона, небожем Кіра Молодшого.
Артаксеркс III зміг продемонструвати дещо зі значної стійкості Ахеменідської імперії, відновивши перську владу над Єгиптом після майже шістдесятирічної перерви. Насувалися й інші загрози. Зокрема, майже безперешкодне просування Десяти тисяч (Анабазис) крізь саме серце володінь, за його попередника, навряд чи могло щось зробити, окрім як викликати у греків бачення розширеного завоювання далеко на схід.